# Martin Freeman
Martin John Christopher Freeman (* 8. září 1971 Aldershot, Hampshire, Anglie, Spojené království) je britský herec.

## Životopis

### Dětství a dospívání
Narodil se v hampshirském Aldershotu. Je nejmladší z pěti dětí námořního důstojníka Geoffreyho Freemana a Philomeny Freeman, rozené Norris. Má tři starší bratry, Benedicta, Timothyho (Tima), který byl v 80. letech členem art-pop skupiny Frazier Chorus a Jamese (Jamieho), který je hudebník a webdesigner, a starší sestru Lauru. Jeho bratranec z matčiny strany je komik Ben Norris. Po rozvodu rodičů žil s otcem. Když mu bylo deset let, jeho otec zemřel na infarkt myokardu a Martin Freeman se přestěhoval zpět k matce a nevlastnímu otci Jamesovi.

### Vzdělání
Navštěvoval salesiánskou školu v Chertsey. V 15 letech začal navštěvovat dramatický kroužek, což naznačilo, jakým směrem se bude ubírat jeho další studium. V 17 letech proto přestoupil na londýnskou "Central school of speech and drama".

### Profesní
Po vystudování školy začal Martin Freeman hrát v divadle, v televizních seriálech i ve filmech. Jeho první filmová role byla v krátkometrážním snímku I just want to kiss you. Poté si zahrál v úspěšných seriálech Black Books a v britském seriálu Kancl, kde hrál jednu z hlavních rolí – Tima Canterburyho. V roce 2002 hrál ve filmu Sachy Baron Cohena Ali G Indahouse. O rok později se nezapomenutelným způsobem zhostil role stydlivého herce intimních scén v romantickém filmu Láska nebeská. Rok 2005 mu přinesl do té doby jeho nejznámější roli, a to Arthura Denta ve filmu Stopařův průvodce po Galaxii. Zlomovou rolí, která ho zapsala do povědomí fanoušků a přinesla mu věhlas, ale získal až v roce 2010. Tehdy získal roli doktora Johna Watsona v dnes již kultovním seriálu Sherlock z produkce BBC. V roce 2012 byl obsazen do role Bilba Pytlíka z trilogie Hobit Petera Jacksona. Není tajemstvím, že byl vybrán na základě svého výkonu v seriálu Sherlock. Po prvním a druhém díle s názvem Hobit: Neočekávaná cesta a Hobit: Šmakova dračí poušť kritici nešetří chválou na jeho hlavu. V roce 2014 se Martin objevil ve třetím a posledním dílu trilogie Hobit, a to ve filmu Hobit: Bitva pěti armád, nebo v krimiseriálu Fargo. Objevil se také ve filmu z Marvel Cinematic Universe, Black Panther, kde ztvárnil roli Everetta K. Rosse. V stejné roli by se měl objevit také ve filmu Black Panther: Wakanda nechť žije a seriálu Tajná invaze.
V roce 2011 vyhrál cenu BAFTA za nejlepší výkon ve vedlejší roli za výkon v seriálu Sherlock. V roce 2013 získal cenu MTV pro nejlepšího hlavního hrdinu za ztvárnění Bilba Pytlíka v Hobitovi.

### Soukromý život
V roce 2000 se seznámil se svou bývalou partnerkou, herečkou Amandou Abbington (* 1974), se kterou má v současnosti syna Joea (* 2006) a dceru Grace (* 2008). 22. prosince 2016 v rozhovoru pro Financial Times Martin uvedl, že se se svou partnerkou rozešli, důvod ovšem nesdělil.  “I’m not with Amanda any more. It’s very, very amicable – I’ll always love Amanda.”
V prosinci 2022 zemřel jeho starší bratr James.
Martin Freeman je věřící katolík a vegetarián.

## Filmografie

### Film
| Rok  | Název                             | Role                  | Poznámky          |
| ---- | --------------------------------- | --------------------- | ----------------- |
| 1998 | I Just Want to Kiss You           | Frank                 | krátký film       |
| 1999 | Exhaust                           |                       | krátký film       |
| 2000 | The Low Down                      | Solomon               |                   |
| 2001 | Round About Five                  |                       | krátký film       |
| 2001 | Fancy Dress                       | Pirate                |                   |
| 2002 | Ali G Indahouse                   | Richard Cunningham    |                   |
| 2003 | Láska nebeská                     | John                  |                   |
| 2004 | Blake's Junction 7                | Vila                  | krátký film       |
| 2004 | Call Register                     | Kevin                 |                   |
| 2004 | Soumrak mrtvých                   | Declan                | cameo             |
| 2005 | Stopařův průvodce po Galaxii      | Arthur Dent           |                   |
| 2006 | Confetti                          | Matt Norris           |                   |
| 2006 | Breaking and Entering             | Sandy Hoffmann        |                   |
| 2007 | Dedication                        | Jeremy                |                   |
| 2007 | The Good Night                    | Gary Shaller          |                   |
| 2007 | Jednotka příliš rychlého nasazení | Met. Sergeant         |                   |
| 2007 | Lonely Hearts                     |                       | krátký film       |
| 2007 | The All Together                  | Chris Ashworth        |                   |
| 2007 | Rubbish                           | Kevin                 | krátký film       |
| 2007 | Nightwatching                     | Rembrandt             |                   |
| 2008 | Rembrandt's J'Accuse              | Rembrandt             | dokumentární film |
| 2009 | Nativity!                         | Paul Maddens          |                   |
| 2009 | Swinging with the Finkels         | Alvin Finkel          |                   |
| 2010 | Wild Target                       | Hector Dixon          |                   |
| 2010 | The Girl is Mime                  | Clive Buckle          | krátký film       |
| 2011 | What's Your Number?               | Simon                 |                   |
| 2012 | Piráti!                           |                       |                   |
| 2012 | Zvířata                           | Albert                |                   |
| 2012 | Hobit: Neočekávaná cesta          | Bilbo Pytlík          |                   |
| 2013 | The World's End                   | Oliver Chamberlain    |                   |
| 2013 | Svengali                          | Don                   |                   |
| 2013 | Saving Santa                      | Bernard D. Elf (hlas) |                   |
| 2013 | Hobit: Šmakova dračí poušť        | Bilbo Pytlík          |                   |
| 2013 | The Voorman Problem               | Dr. Williams          | krátký film       |
| 2014 | Hobit: Bitva pěti armád           | Bilbo Pytlík          |                   |
| 2015 | Midnight of My Life               | Steve Marriott        | krátký film       |
| 2015 | Tubby Hayes: A Man in a Hurry     | vypravěč              | dokumentární film |
| 2016 | Whiskey Tango Foxtrot             | Iain MacKelpie        |                   |
| 2016 | Captain America: Občanská válka   | Everett K. Ross       |                   |
| 2017 | Ghost Stories                     | Mike Priddle          |                   |
| 2017 | Cargo                             | Andy Rose             |                   |
| 2018 | Black Panther                     | Everett K. Ross       |                   |
| 2019 | The Operative                     | Thomas                |                   |
| 2019 | Ode to Joy                        | Charlie               |                   |
| 2020 | A Christmas Carol                 | Bob Cratchit (hlas)   |                   |
| 2022 | Black Panther: Wakanda nechť žije | Everett K. Ross       |                   |
| 2023 | Queen of Bones                    | Malcolm               |                   |
| 2024 | Premiantka                        | Jonathan Miller       |                   |

### Televize
| Rok       | Název                                 | Role                      | Poznámky                                      |
| --------- | ------------------------------------- | ------------------------- | --------------------------------------------- |
| 1997      | The Bill                              | Craig Parnell             | díl: "Mantrap"                                |
| 1997      | This Life                             | Stuart                    | díl: "Last Tango in Southwark"                |
| 1998      | Casualty                              | Ricky Beck                | díl: "She Loved the Rain"                     |
| 1998      | Picking up the Pieces                 | Brendan                   | díl: "1.7"                                    |
| 2000      | Bruiser                               | různé role                | 6 dílů                                        |
| 2000      | Lock, Stock…                          | Jaap                      | 2 díly                                        |
| 2000      | Black Books                           | doktor                    | díl: "Cooking the Books"                      |
| 2001      | World of Pub                          | různé role                | 5 dílů                                        |
| 2001      | Men Only                              | Jamie                     | televizní film                                |
| 2001–2003 | Kancl                                 | Tim Canterbury            | 14 dílů                                       |
| 2002      | Helen West                            | DC Stone                  | 3 dílů                                        |
| 2002      | Linda Green                           | Matt                      | díl: "Easy Come, Easy Go"                     |
| 2003      | Charles II: The Power and The Passion | Lord Shaftesbury          | minisérie                                     |
| 2003      | The Debt                              | Terry Ross                | televizní film                                |
| 2003      | Margery and Gladys                    | D.S. Stringer             | televizní film                                |
| 2003–2004 | Hardware                              | Mike                      | 12 dílů                                       |
| 2004      | Pride                                 | Fleck                     | televizní film                                |
| 2005      | The Robinsons                         | Ed Robinson               | 6 dílů                                        |
| 2007      | Comedy Showcase                       | Greg Wilson               | díl: "Other People"                           |
| 2007      | The Old Curiosity Shop                | Mr. Codlin                | televizní film                                |
| 2008      | When Were We Funniest?                | sám sebe                  | 4 dílů                                        |
| 2009      | Boy Meets Girl                        | Danny Reed                | minisérie                                     |
| 2009      | Micro Men                             | Chris Curry               | televizní film                                |
| 2010–2017 | Sherlock                              | Dr. John Watson           | 13 dílů                                       |
| 2014–2015 | Fargo                                 | Lester Nygaard / vypravěč | 11 dílů                                       |
| 2014      | The Life of Rock with Brian Pern      | mladý Brian Pern          | díl: "Jukebox Musical"                        |
| 2014      | Saturday Night Live                   | sám sebe                  | díl: "Martin Freeman/Charli XCX"              |
| 2015      | The Eichmann Show                     | Milton Fruchtman          | televizní film                                |
| 2015      | Robot Chicken                         | Reverend Parris (hlas)    | díl: "Zero Vegetables"                        |
| 2015      | Toast of London                       | sám sebe                  | díl: "Global Warming"                         |
| 2015      | Stick Man                             | Stick Man (hlas)          | televizní film                                |
| 2016–2017 | StartUp                               | Phil Rask                 | 20 dílů                                       |
| 2017      | Carnage: Swallowing the Past          | Jeff                      | televizní film                                |
| 2018      | To Provide All People                 |                           | televizní film                                |
| 2019      | A Confession                          | Det. Supt. Steve Fulcher  | 6 dílů                                        |
| 2020–2023 | Breeders                              | Paul Worsley              |                                               |
| 2020      | Talking Heads                         | Graham                    | díl: "A Chip in the Sugar"                    |
| 2021      | DuckTales                             | Poe De Spell (hlas)       | díl: "The Life and Crimes of Scrooge McDuck!" |
| 2022      | The Responder                         | Chris                     |                                               |
| 2023      | Tajná invaze                          | Everett K. Ross           |                                               |